# Guy Le Querrec

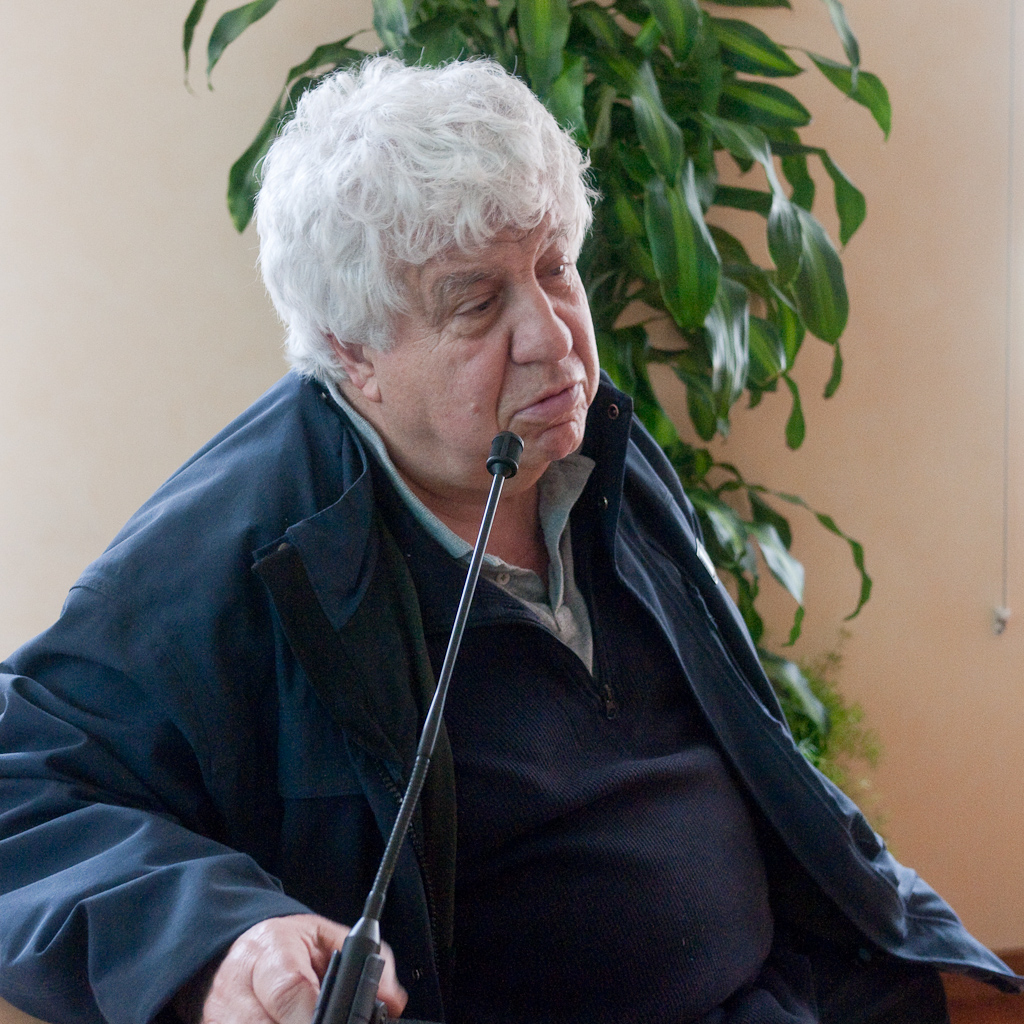
Guy Le Querrec

Guy Le Querrec (* 12. Mai 1941 in Paris) ist ein französischer Fotograf und Filmemacher, der vor allem durch seine Fotografien von Jazzmusikern und seine Bilder aus Afrika bekannt geworden ist. Er ist ein Mitglied von Magnum Photos.

## Leben und Wirken
Le Querrec begann als Teenager mit dem Fotografieren. Er arbeitete zunächst mit einer Ultraflex, die er Weihnachten 1955 geschenkt bekam, bevor er sich ein Jahr später als erste Kamera eine gebrauchte Photax kaufte. 1962 leistete er sich eine Leica. Nach dem Wehrdienst, den er gemeinsam mit Jean-Luc Ponty ableistete, wurde er 1967 professioneller Fotograf; er arbeitete zunächst in einer kleinen Werbeagentur, ab 1969 als Fotograf und Fotoredakteur für Jeune Afrique und machte Reportagen im Tschad, in Kamerun, Niger und der Zentralafrikanischen Republik. 1976 wurde er Mitglied der Agentur Magnum Photos.
In den späten 1970er Jahren begann er, gemeinsam mit Robert Bober Filme zu drehen. 1983 führte er erstmals während eines Konzerts in der Rencontres d’Arles Dias vor; das hat er später bei Konzerten des Trios Carnet de Routes (Louis Sclavis, Henri Texier, Aldo Romano) häufiger getan; ein Buch mit Fotos von ihm von Tourneen der Gruppe in Afrika lag auch den drei Alben des Trios bei. Sclavis, Texier, Michel Portal und Christophe Marguet improvisierten 2012 auf dem Jazzfestival Frankfurt zu seinen Bildern.
Le Querrec fotografierte auf zahlreichen Festivals, so hielt er den Auftritt von Musikern um Daniel Humair auf dem JVC Jazz Festival 1988 fest (wiedergegeben im Beiheft der CD 9-11 P.M. Town Hall). Weiterhin reiste er durch Asien und fotografierte auch nordamerikanische Indianer (festgehalten u. a. im Beiheft der CD Oyaté von Tony Hymas). Ferner hat er Villejuif, einen Stadtteil von Paris und die Nelkenrevolution in Portugal dokumentiert. Auch führte er zahlreiche Workshops für Fotografen in Frankreich durch.

## Preise und Auszeichnungen
Le Querrec erhielt 1998 den Grand Prix de la Ville de Paris.

## Ausstellungen (Auswahl)
- L'Oeil de l'Elephant, 2006, Rencontres d'Arles
- JAZZ de J à ZZ, 2003, L’Espal, Le Mans
- Rencontres internationales de D’Jazz, 2003, Nevers
- JAZZ de J à ZZ, 2002, Centro de la Imagen, Braga
- Big Foot Trail, 2002, Galerie Hermès, New York City

## Bibliographie
- On Jazz. Créaphis, 2007, ISBN 978-2-913610-99-6.
- D'Jazz à Nevers : chemins croisés. L'Armançon, 2006, ISBN 2-9510580-1-2.
- Le Chronatoscaphe. nato, 2005, ISBN 2-84907-574-4 (Teil einer CD-Box)
- African Flashback. Label Bleu, 2005 (Teil einer CD-Box)
- On the Trail to Wounded Knee: The Big Foot Memorial Ride. Lyons Press, 2002, ISBN 1-58574-533-2.
- Jazz Light and Day. Federico Motta Editore, 2001.
- Sur la piste de Big Foot. Vorwort Jim Harrison, Text  Jean Rochard. Textuel, 2000, ISBN 2-84597-003-X.
- Suites Africaines, Carnet de Routes. Label Bleu, 1999 (Teil einer CD-Box)
- François Mitterrand : des temps de pose à l'Elysée. Paris, Marval, 1997, ISBN 2-86234-229-7.
- Jazz de J à ZZ. France: Marval, 1996
- Carnet de Routes. Label Bleu, 1995 (Teil einer CD-Box)
- Jazz comme une image, Banlieues Bleues. Paris, Scandéditions, 1993.
- Musicales. Amiens, France: Trois Cailloux, 1991.
- Tête à tête : Daniel Druet, un Sculpteur et ses modèles. Carrère, 1988.
- Jazz sous les platanes. Vitrolles, Editions Java, 1984.
- Portugal 1974–1975 : Regards sur une tentative de pouvoir populaire. Hier & Demain, 1979.
- Quelque Part. Paris, Contrejour, 1977, ISBN 2-85949-009-4.

## Filmographie
- La Republique nous appelle, 1984, FR3, France
- Jazz Impressions, 1984.
- Une minute pour une image (One minute for one image), 1983.
- L’ennemi intérieur, 1983, FR3, Frankreich
- Le voyage de Rose, 1982.
- Chasse à l’homme, TF1, Frankreich, 1981.
- L'Oeil au Papier de Verre, 1979, FR3, Frankreich
- La batterie... vous rappelez pas? Institut National de l’Audiovisuel, Paris, Frankreich, 1979.
- Les nouveaux créateurs (The New Creators), 1978, TF1, Frankreich
- Un repas de famille, Institut National de l’Audiovisuel, 1978.